# Lexikon des Mittelalters
Lexikon des Mittelalters (LMA, LexMA) je referentno djelo na njemačkom jeziku o povijesti i kulturi srednjeg vijeka. U devet je svezaka i jednim indeksnim sveskom. Sastavili su ga međunarodni autori, izdavači su Robert-Henri Bautier s Glorijom Avella-Widhalm i Robertom Autyjem. Obuhvaća 36.000 članaka. Vremenski obuhvaća razdoblje od kasne antike sve do početka novog vijeka oko 1500. godine, pri čemu su Bizant i arapski svijet uzeti u obzir.
U medijevalistici vrijedi kao neophodno, iako se djelimice nadišlo istraživačke dosege prvih svezaka.

## Vanjske poveznice
- Christian Heitzmann: Besprechung, in: Informationsmittel für Bibliotheken (IFB), Band 7 (1999), S. 1–4.
- Dedo-Alexander Müller: Rezension der CD-ROM Ausgabe  Arhivirana inačica izvorne stranice od 5. rujna 2018. (Wayback Machine) na H-Soz-Kult